# 謎幻樂團
謎幻樂團（英語：Imagine Dragons）是一個成立於美國內華達州拉斯維加斯的獨立搖滾樂團。

## 乐队历史

### 2008–2011：成立早期
乐队主唱丹·雷诺斯是拉斯维加斯人，2008年時正在楊百翰大學就学，在那裡遇到了鼓手安德魯·托爾曼以及其他早期團員，正式成立樂團。同年，他們贏得該校Battle of the Bands比賽冠軍。2009年，丹·雷诺斯邀請在拉斯維加斯認識的高中同學韦恩·瑟蒙加入為吉他手，韦恩當時已经从伯克利音乐学院毕业。在经历过数次團隊阵容变化之后，乐队轉移到拉斯维加斯發展，并在那里录制发行了前三张EP。。成员包括丹和韦恩以及新加入的本·麦基、安德鲁·托尔曼和布里特妮·托尔曼。
乐队在2010年发行了两张EP《Imagine Dragons EP》和《Hell and Silence EP》，这两张EP都是在Battle Born Studios录制完成的。2011年，乐队又回到了这个录音室。在乐队签下唱片合约之前又录制了另一张EP《It's Time》。

### 2012-2014：《Night Visions》
2011年7月，乐队早期成员安德鲁和布里特妮离开乐队，现任鼓手丹尼尔·普拉兹曼加入。2011年11月，梦想之龙乐队和唱片公司Interscope Records签约。乐队与制作人Alex Da Kid展開密切合作，一同在加利福尼亚州西好莱坞的Westlake Recording Studios录制了签约后的首张唱片。2012年2月14日发行了EP《Continued Silence》数字版，并在公告牌二百强专辑榜上排名第40位。
单曲发行後在公告牌百强单曲榜（Billboard Hot 100）最高排名第15位，并成为2012年在另类音乐排行榜前10位停留时间最长的单曲，美国唱片业协会认证为双白金单曲，澳大利亚唱片业协会认证为金单曲。音乐录影带于2012年4月17日在MTV各分支频道播出，并成为MTV当週的推荐艺人。隨後獲得MTV音樂錄影帶大獎「最佳搖滾音樂錄影帶」的提名。
2012年夏天，乐队首张专辑录制完成，9月4日在美国发行後以83,000的首週销量在公告牌二百强专辑榜排名第2位，这也是自2006年以来所有首发摇滚专辑的最好成绩。獲得公告牌音樂獎最佳搖滾專輯獎，提名朱諾獎年度國際專輯獎。在美国RIAA、澳洲、奧地利、巴西、加拿大、墨西哥、紐西蘭、波蘭、葡萄牙、瑞典、瑞士和英國都獲得了白金認證。專輯共三首歌曲進入公告牌百强单曲榜前40名，四首歌曲進入澳洲唱片業協會榜前40名，五首歌曲進入英國單曲排行榜前40名。
第二支單曲在公告牌另類歌曲、公告牌搖滾歌曲都获得冠军，为樂團首支美国排名前10位的单曲。以87週打破公告牌在榜時間最長的歌曲記錄（這一記錄保持七年多，直到2021年被The Weeknd的〈Blinding Lights〉以90週刷新）。也是2013年美國Spotify上播放次數最多的歌曲。在第56屆葛萊美獎上獲得最佳搖滾演出獎、提名年度製作。
《公告牌》杂志将梦想之龙乐队列为“2012年最亮新星”之一。亚马逊公司称梦想之龙乐队为“2012年最受欢迎摇滚艺人”。
梦想之龙乐队曾在电视节目《杰·雷诺今夜秀》（2012）、《吉米·坎摩尔现场》（2012）、《吉米·法伦深夜秀》（2012）和《柯南秀》（2013）上现场表演〈時候到了〉，在《吉米·坎摩尔现场》（2012）、《大卫·莱特曼晚间秀》（2013）和《杰·雷诺今夜秀》（2013）表演了〈放射能量〉，2013年7月5日在《早安美国》现场表演。2012年，乐队在美国、加拿大及欧洲许多国家进行了以《夜视》为主题的巡回演出。
2013年乐队与癌症病逝的歌迷泰勒·罗宾逊（Tyler Robinson）的家人共同建立“泰勒·罗宾逊基金会”，以帮助年轻的癌症患者。2013年5月，乐队发布的音乐录影带献给泰勒，并在录影带中呼吁为基金会捐款。

### 2014-2016：《Smoke + Mirrors》
2014年，謎幻樂團發行了多首合作單曲，包括6月為電影《變形金剛：絕跡重生》製作的歌曲〈Battle Cry〉，以及	9月為英雄聯盟2014賽季全球總決賽製作的歌曲〈戰士〉。
2015年2月17日，推出第二張專輯《謎霧幻鏡》。
12月18日，翻唱Eagles of Death Metal的歌曲〈I Love You All the Time〉，以支持2015年11月巴黎襲擊案的受害者。

### 2016-2020：《Evolve》《Origins》
謎幻樂團於2016年9月開始錄製他們的第三張錄音室專輯。2017年2月1日，〈信徒〉作為新專輯的主打單曲。2017年6月23日，《超進化》推出後在大多數國家排行榜都進入了前五名。專輯和單曲〈雷電交錯〉分別獲得第60屆葛萊美獎最佳流行演唱專輯和最佳流行組合或團體的提名。
2018年11月9日，第四張錄音室專輯《原點》發行。樂團將這張專輯視作《超進化》姊妹專輯。首週在美國排名第二，成為他們第四張排行前五名的專輯。同時也在多個國家進入前十名，但評論家的評價褒貶不一。

### 2021-2023：《Mercury – Acts 1 & 2》
2021年3月8日，謎幻樂團一次發布兩首單曲〈追隨你〉和〈殘酷〉訊息。6月29日，推出第二波單曲〈破碎〉，本曲創作靈感為丹因癌症去世的兄嫂。專輯《水星記：序幕》（Mercury – Act 1）於2021年9月3日發行，由瑞克·魯賓擔任執行製作人。儘管評價褒貶不一，樂團在專輯發行後即開始醞釀後續專輯。
2021年10月28日，與饒舌歌手JID合作的單曲〈敵人〉為Netflix動畫《英雄聯盟：奧術》主題曲。
2022年3月11日，發布新單曲〈骨子〉。第五張錄音室專輯《水星記 1&2》（Mercury – Acts 1 & 2）為二部曲完整合體，一共收錄32首曲目。
2023年3月3日，鼓手丹尼爾·普拉斯曼宣布，他將缺席巡演剩餘場次。由樂團前鼓手安德魯·托爾曼代替。
2023年7月14日，於2022年9月10日在拉斯維加斯忠實體育場錄製的演唱會電影《Imagine Dragons: Live in Vegas》在Hulu上架。

### 2023-至今：《Loom》
2023年8月30日，謎幻樂團發布了電玩遊戲《星空》宣傳單曲〈Children of the Sky〉。
自2024年3月起，開始在社群平台上預告新專輯訊息。4月1日，他們宣布單曲〈Eyes Closed〉將於4月3日發行。4月22日，宣布在鼓手丹尼爾缺席情況下錄製的第六張錄音室專輯《交織幻界》將於6月28日正式發行。

## 成员
| 現任成員 - 丹·雷诺兹（Dan Reynolds）– 鼓手、主唱（2008年至今） - 韋恩·瑟蒙（Wayne Sermon）– 吉他手、合聲（2009年至今） - 本·麥凱（Ben McKee）– 貝斯、合聲（2009年至今） | 前任成員 - 安德魯·托爾曼（Andrew Tolman） - 鼓手、打擊樂器、合唱（2008–2011，巡迴2023至今） - 安德魯·貝克（Andrew Beck）– 吉他、合聲（2008–2009） - 奧羅拉·弗洛倫斯（Aurora Florence）– 鍵盤、合聲（2008–2009） - 戴夫·萊姆克（Dave Lemke）– 貝斯、合聲（2008–2009） - 布蘭特妮·托曼（Brittany Tolman）– 鋼琴, 主唱（2009–2011） - 泰瑞莎·弗拉米尼奧（Theresa Flaminio）– 鍵盤、合聲（2011） - 丹尼爾·普拉斯曼（Daniel Platzman） - 鼓手、打擊樂器、合聲、中提琴（2011–2023） 前巡迴成員 - 萊恩·沃克（Ryan Walker）– 鍵盤、吉他、合聲（2011–2015） - 威爾·威爾斯（Will Wells）– 鍵盤、吉他、合聲（2015–2017） - 埃利奧特·施瓦茲曼（Elliot Schwartzman）– 鍵盤、吉他、合聲（2017–2022） |

## 作品列表

### 录音室专辑
- 《夜視界》（Night Visions）（2012）
- 《謎霧幻鏡》（Smoke + Mirrors）（2015）
- 《超進化》（Evolve）（2017）
- 《原點》（Origins）（2018）
- 《水星記：序幕》（Mercury – Act 1）（2021）
- 《水星記 1&2》（Mercury – Acts 1 & 2）（2022）
- 《交織幻界（英语：Loom (Imagine Dragons album)）》（Loom）（2024）

### EP
- 《謎幻樂團》（2009）
- 《Hell and Silence》（2010）

### 單曲
- 《It's Time》（2012）
- 《Radioactive》（2012）
- 《I Bet My Life》（2014）
- 《Believer》（2017）
- 《Natural》（2018）
- 《Follow You》 / 《Cutthroat》/《Wrecked》（2021）
- 《Enemy》(2021)
- 《Bones》（2022）
- 《Sharks》（2022）
- 《Birds》 (2019)

## 巡回演出
- Imagine Dragons on Tour（2011-2012）
- Fall Tour 2012（英语：Fall Tour 2012 (Imagine Dragons tour)）（2012）
- Night Visions Tour（2013）
- Smoke + Mirrors Tour（英语：Smoke + Mirrors Tour）（2015-2016）
- Evolve World Tour（英语：Evolve World Tour）（2017）
- Mercury World Tour（英语：Mercury World Tour）（2022-2023）
- Loom World Tour（英语：Loom World Tour）（2024-）

## 获得奖项及提名

### 全美音樂獎
| 年份 | 獎項                            | 入圍者與作品         | 結果 |
| ---- | ------------------------------- | -------------------- | ---- |
| 2013 | 年度新人                        | 謎幻樂團             | 提名 |
| 2013 | 最受歡迎流行/搖滾樂團/組合/團體 | 謎幻樂團             | 提名 |
| 2013 | 最受歡迎另類藝人                | 謎幻樂團             | 獲獎 |
| 2014 | 最受歡迎流行/搖滾樂團/組合/團體 | 謎幻樂團             | 提名 |
| 2014 | 最受歡迎另類藝人                | 謎幻樂團             | 獲獎 |
| 2017 | 最受歡迎流行/搖滾樂團/組合/團體 | 謎幻樂團             | 獲獎 |
| 2017 | 最受歡迎另類藝人                | 謎幻樂團             | 提名 |
| 2018 | 年度藝人                        | 謎幻樂團             | 提名 |
| 2018 | 最受歡迎流行/搖滾樂團/組合/團體 | 謎幻樂團             | 提名 |
| 2018 | 最受歡迎另類藝人                | 謎幻樂團             | 提名 |
| 2019 | 最受歡迎另類藝人                | 謎幻樂團             | 提名 |
| 2022 | 最受歡迎流行/搖滾樂團/組合/團體 | 謎幻樂團             | 提名 |
| 2022 | 最受歡迎搖滾歌手                | 謎幻樂團             | 提名 |
| 2022 | 最受歡迎搖滾單曲                | 謎幻樂團×JID〈敵人〉 | 提名 |
| 2022 | 最受歡迎搖滾專輯                | 《水星記：序幕》     | 提名 |

### 告示牌音樂獎
| 年份 | 獎項             | 入圍者與作品                                                          | 結果 |
| ---- | ---------------- | --------------------------------------------------------------------- | ---- |
| 2014 | 最佳歌手         | 謎幻樂團                                                              | 提名 |
| 2014 | 最佳組合         | 謎幻樂團                                                              | 獲獎 |
| 2014 | 最佳百大藝人     | 謎幻樂團                                                              | 獲獎 |
| 2014 | 最佳電台藝人     | 謎幻樂團                                                              | 提名 |
| 2014 | 最佳數位單曲藝人 | 謎幻樂團                                                              | 提名 |
| 2014 | 最佳串流藝人     | 謎幻樂團                                                              | 提名 |
| 2014 | 最佳搖滾藝人     | 謎幻樂團                                                              | 獲獎 |
| 2014 | 里程碑獎         | 謎幻樂團                                                              | 提名 |
| 2014 | 最佳搖滾專輯     | 《》                                                                  | 獲獎 |
| 2014 | 最佳百大單曲     | 〈〉                                                                  | 提名 |
| 2014 | 最佳數位單曲     | 〈〉                                                                  | 提名 |
| 2014 | 最佳串流單曲     | 〈〉                                                                  | 獲獎 |
| 2014 | 最佳搖滾單曲     | 〈〉                                                                  | 提名 |
| 2014 | 最佳搖滾單曲     | 〈惡魔〉                                                              | 提名 |
| 2017 | 最佳搖滾單曲     | 謎幻樂團 小韋恩、维兹·卡利法 Logic、Ty Dolla $ign、X大使 〈殤痛殺客〉 | 提名 |
| 2018 | 最佳組合         | 謎幻樂團                                                              | 獲獎 |
| 2018 | 最佳百大藝人     | 謎幻樂團                                                              | 提名 |
| 2018 | 最暢銷藝人       | 謎幻樂團                                                              | 提名 |
| 2018 | 最佳電台藝人     | 謎幻樂團                                                              | 提名 |
| 2018 | 最佳搖滾藝人     | 謎幻樂團                                                              | 獲獎 |
| 2018 | 最佳搖滾專輯     | 《超進化》                                                            | 獲獎 |
| 2018 | 最暢銷單曲       | 〈信徒〉                                                              | 提名 |
| 2018 | 最佳電台單曲     | 〈信徒〉                                                              | 提名 |
| 2018 | 最佳搖滾單曲     | 〈信徒〉                                                              | 獲獎 |
| 2018 | 最暢銷單曲       | 〈雷電交錯〉                                                          | 提名 |
| 2018 | 最佳搖滾單曲     | 〈雷電交錯〉                                                          | 提名 |
| 2019 | 最佳組合         | 謎幻樂團                                                              | 提名 |
| 2019 | 最暢銷藝人       | 謎幻樂團                                                              | 提名 |
| 2019 | 最佳搖滾藝人     | 謎幻樂團                                                              | 獲獎 |
| 2019 | 最佳搖滾專輯     | 《原點》                                                              | 提名 |
| 2019 | 最佳搖滾單曲     | 〈天性〉                                                              | 提名 |
| 2019 | 最佳搖滾單曲     | 〈不顧一切〉                                                          | 提名 |
| 2020 | 最佳搖滾藝人     | 謎幻樂團                                                              | 提名 |
| 2020 | 最佳搖滾單曲     | 〈騙子〉                                                              | 提名 |
| 2022 | 最佳組合         | 謎幻樂團                                                              | 提名 |
| 2022 | 最佳搖滾藝人     | 謎幻樂團                                                              | 提名 |
| 2022 | 最佳搖滾專輯     | 《水星記：序幕》                                                      | 提名 |
| 2022 | 最佳搖滾單曲     | 〈追隨你〉                                                            | 提名 |

### 葛萊美獎
| 年份 | 獎項                  | 入圍者與作品 | 結果 |
| ---- | --------------------- | ------------ | ---- |
| 2014 | 年度製作              | 〈〉         | 提名 |
| 2014 | 葛萊美獎最佳搖滾表演  | 〈〉         | 獲獎 |
| 2018 | 最佳流行演唱專輯      | 《超進化》   | 提名 |
| 2018 | 最佳流行組合/團體表演 | 〈雷電交錯〉 | 提名 |

### IHeartRadio音樂獎
| 年份 | 獎項              | 入圍者與作品         | 結果 |
| ---- | ----------------- | -------------------- | ---- |
| 2014 | 年度藝人          | 謎幻樂團             | 提名 |
| 2014 | 最佳新人          | 謎幻樂團             | 提名 |
| 2014 | 年度歌曲          | 〈〉                 | 提名 |
| 2014 | 年度另類搖滾單曲  | 〈惡魔〉             | 獲獎 |
| 2018 | 年度最佳組合/團體 | 謎幻樂團             | 提名 |
| 2018 | 年度另類搖滾藝人  | 謎幻樂團             | 獲獎 |
| 2018 | 年度另類搖滾專輯  | 《超進化》           | 獲獎 |
| 2018 | 年度另類搖滾單曲  | 〈信徒〉             | 提名 |
| 2018 | 年度另類搖滾單曲  | 〈雷電交錯〉         | 提名 |
| 2019 | 年度最佳組合/團體 | 謎幻樂團             | 提名 |
| 2019 | 年度另類搖滾藝人  | 謎幻樂團             | 獲獎 |
| 2019 | 年度最受讚賞藝人  | 謎幻樂團             | 獲獎 |
| 2019 | 年度另類搖滾單曲  | 〈天性〉             | 提名 |
| 2020 | 年度最佳組合/團體 | 謎幻樂團             | 提名 |
| 2020 | 年度另類搖滾藝人  | 謎幻樂團             | 提名 |
| 2022 | 年度另類搖滾藝人  | 謎幻樂團             | 提名 |
| 2022 | 年度另類搖滾單曲  | 〈追隨你〉           | 提名 |
| 2023 | 年度歌曲          | 謎幻樂團×JID〈敵人〉 | 提名 |
| 2023 | 年度另類歌曲      | 謎幻樂團×JID〈敵人〉 | 獲獎 |
| 2023 | 年度最佳組合/團體 | 謎幻樂團             | 獲獎 |
| 2023 | 年度另類藝人      | 謎幻樂團             | 提名 |

### MTV音樂錄影帶大獎
| 年份 | 獎項           | 入圍者與作品             | 結果 |
| ---- | -------------- | ------------------------ | ---- |
| 2012 | 最佳搖滾錄影帶 | 〈〉                     | 提名 |
| 2013 | 最佳搖滾錄影帶 | 〈〉                     | 提名 |
| 2014 | 最佳搖滾錄影帶 | 〈〉                     | 提名 |
| 2017 | 最佳攝影       | Matthew Wise〈雷電交錯〉 | 提名 |
| 2018 | 最佳搖滾錄影帶 | 〈不顧一切〉             | 獲獎 |
| 2019 | 最佳搖滾錄影帶 | 〈天性〉                 | 提名 |
| 2021 | 最佳另類錄影帶 | 〈追隨你〉               | 提名 |
| 2022 | 最佳另類錄影帶 | 謎幻樂團×JID〈敵人〉     | 提名 |
| 2022 | 年度組合       | 謎幻樂團                 | 提名 |
| 2023 | 最佳公益錄影帶 | 〈粉碎〉                 | 提名 |

### 青少年票選獎
| 年份 | 獎項                         | 入圍者與作品 | 結果 |
| ---- | ---------------------------- | ------------ | ---- |
| 2013 | 最受歡迎搖滾組合             | 謎幻樂團     | 提名 |
| 2013 | 最具突破性團體               | 謎幻樂團     | 提名 |
| 2013 | 夏季票選獎：最受歡迎音樂組合 | 謎幻樂團     | 提名 |
| 2013 | 最受歡迎搖滾歌曲             | 〈〉         | 獲獎 |
| 2014 | 最受歡迎搖滾組合             | 謎幻樂團     | 獲獎 |
| 2014 | 最受歡迎搖滾歌曲             | 〈〉         | 提名 |
| 2015 | 最受歡迎男性音樂組合         | 謎幻樂團     | 提名 |
| 2015 | 最受歡迎搖滾歌曲             | 〈賭上人生〉 | 提名 |
| 2017 | 最受歡迎搖滾藝人             | 謎幻樂團     | 提名 |
| 2017 | 夏季票選獎：最受歡迎音樂組合 | 謎幻樂團     | 提名 |
| 2017 | 最受歡迎音樂組合歌曲         | 〈信徒〉     | 提名 |
| 2017 | 最受歡迎搖滾／另類歌曲       | 〈信徒〉     | 獲獎 |
| 2018 | 最受歡迎搖滾藝人             | 謎幻樂團     | 獲獎 |
| 2018 | 夏季票選獎：最受歡迎音樂組合 | 謎幻樂團     | 提名 |
| 2018 | 最受歡迎音樂組合歌曲         | 〈不顧一切〉 | 提名 |
| 2018 | 最受歡迎搖滾／另類歌曲       | 〈不顧一切〉 | 獲獎 |